# Mokwin (stacja kolejowa)
Mokwin (ukr. Моквин, ros. Моквин) – stacja kolejowa w miejscowości Mokwin, w rejonie rówieńskim, w obwodzie rówieńskim, na Ukrainie. Położona jest na linii Równe – Baranowicze – Wilno.
Stacja powstała w XIX w. na drodze żelaznej wileńsko-rówieńskiej pomiędzy stacjami Kostopol a Stepań i początkowo nosiła nazwę Wołcza. W okresie międzywojennym stacja nazywała się już Mokwin.